# Полет 140 на „Чайна Еърлайнс“
Полет 140 на „Чайна Еърлайнс“ е редовен пътнически полет от международното летище „Чан Кай-Шеку“, Тайпе, Тайван, до летище „Нагоя“, Нагоя, Япония, управляван от „Чайна Еърлайнс“. На 26 април 1994 г. на самолета „Еърбъс A300“, който лети по маршрута, при рутинен полет и заход секунди преди да кацне на летище „Нагоя“ неволно е задействана настройката за излитане/заобикаляне. Пилотите се опитват да наклонят самолета надолу, докато автопилотът, който не е изключен, противодейства в обратна посока, което води до срив, спиране и разбиване на машината в земята. При инцидента умират 264 от 271 души на борда.
Катастрофата, която унищожава самолета, се приписва основно на грешка на екипажа поради неуспеха му да коригира контролите, както и въздушната скорост. Седем месеца по-рано „Еърбъс“ съветва клиентите си да изменят системата за въздушен полет, така че да се изключи напълно автопилотът, за да може определени ръчни контроли да бъдат приложени на контролното колело в режим GO-AROUND и така движението напред да се включи, което пилотите правят на този полет. Планирано е самолетът да получи обновяване при следващо планирано обслужване, защото „Чайна Еърлайнс“ преценява, че модификациите не са спешни“. Разследването показва и че пилотът е обучен да управлява „Еърбъс A300“ с подобно програмиране, но само в симулатор.
Японските прокурори отказват да повдигнат обвинения срещу авиокомпанията, защото е трудно да определят нейната вина, а пилотите загиват при инцидента и не могат да бъдат привлечени като обвиняеми. През декември 2003 г. Окръжният съд на Нагоя нарежда на „Чайна Еърлайнс“ да плати 5 милиарда йени на 232-ма души, но освобождава „Еърбъс“ от отговорност. Близки на загиналите завеждат колективен иск, който е уреден през 2007 г., когато авиокомпанията се извинява и предоставя допълнителна компенсация. Събитието остава най-смъртоносната катастрофа в историята на „Чайна Еърлайнс“, втората най-смъртоносна катастрофа в историята на Япония след полет 123 на „Джапан Еър Лайнс“ и третата най-смъртоносна катастрофа с „Еърбъс A300“.